# Brut y Saeson
Brut y Saeson («Crónica de los sajones») es una crónica histórica en galés que abarca desde 683 hasta 1197. Uno de los manuscritos está atribuido a Caradog de Llancarfan. Aparentemente consiste en pasajes principales de Brut y Tywysogion, los Anales de Winchester y otras pequeñas fuentes menores.